# Квінт Воконій Сакса Фід
Квінт Воконій Сакса Фід (лат. Quintus Voconius Saxa Fidus; між 5 до н. е. та 1 до н. е. —після 162) — державний і військовий діяч часів Римської імперії, консул-суффект 146 року.

## Життєпис
Походив з впливового плебейського роду Воконіїв. Був нащадком Квінта Воконія Сакса, народного трибуна 169 року до н. е. Про його батьків нічого невідомо. Стосовно кар'єри знано з написів.
Спочатку обіймав посаду децемвіра для судових розглядів по цивільних справах. Потім був військовим трибуном III Кіренаїкського та XII Блискавичного легіонів. Звитяжив під час походу до Вірменії у 114 році та Парфії у 115—117 роках. Імператор Траян відзначив Сакса.
У 127 році імператор Адріан призначив Квінта Воконія квестором-пропретором провінції Македонія. Наприкінці 120-х років обіймав посади народного трибуна і претора. У 132—133 роках був куратором шляху Валерія Тибуртіна.
141 року призначено легатом IV Скіфського легіону. У 142—143 роках як пропретор керував провінцією Віфінія і Понт. У 143—146 роках керував провінцією Лікія і Памфілією на посаді імператорського легата-пропретора.
У липні 146 року призначено консулом-суффектом разом з Гаєм Анніаном Вером. Після цього про Воконія Сакса замало відомостей. У 161 році призначено проконсулом провінції Африка. На цій посаді перебував до 162 року. Подальша доля невідома.